# 艺龙
艺龙（英語：eLong, NASDAQ：LONG），是一家在线旅游服务提供商(OTA)，前美国上市公司，纳斯达克股票代码LONG。

## 历史
1999年成立，總部位於北京。一開始是一家城市生活咨询网站，2000年通过并购其他企業後进军旅游服务行业。2004年10月，艺龙在美国纳斯达克上市。2004年12月Expedia宣布行使认股权证，将其在艺龙的股权增加到52%。2015年5月，携程收购艺龙网37.6%的股权，成为艺龙第一大股东。2016年6月，艺龙完成私有化並從美國退市。2018年3月，同程旅遊集團旗下的同程網絡與藝龍旅行網合併為一家新公司“同程藝龍”。同年11月，同程艺龙在香港上市。
2021年12月15日，同程艺龙更名为同程旅行，藝龍這一名稱從公司名稱中徹底消失。